# Barónskaia
Barónskaia (en rus: Баронская) és un poble de l'óblast de Sverdlovsk, a Rússia, segons el cens del 2010 tenia 37 habitants.